# سیارک ۱۱۹۴
سیارک ۱۱۹۴ (به انگلیسی: 1194 Aletta، نامگذاری:1931JG) هزار و صد و نود و چهارمین سیارک کشف شده‌است که در ۱۳ مه ۱۹۳۱ کشف شد.
قدر مطلق سیارک برابر ۱۰٫۲۰ است.